# Frances Day
Pour les articles homonymes, voir Day.
Frances Day, née Frances Victoria Schenck le 16 décembre 1907 à East Orange dans le New Jersey et morte le 29 avril 1984, est une actrice et chanteuse américaine, qui a été populaire au Royaume-Uni dans les années 1930.

## Biographie
Elle commence sa carrière en chantant dans des clubs à New York et à Londres. Elle fait aussi des tournées en province, et fait ses débuts sur scène à Londres en 1932. Blonde, elle était considérée comme une des premières stars des cabarets britanniques. Elle était une amie proche de l'acteur britannique John Mills.

## Scénographie
- 1932 Out of the Bottle
- 1933 How D'You Do?
- 1934 Jill Darling
- 1937 Floodlight
- 1938 The Fleet's Lit Up
- 1939 Black and Blue
- 1941 Black Vanities
- 1942 DuBarry Was a Lady
- 1946 Evangeline
- 1949 Latin Quarter

## Filmographie
- 1928 The Price of Divorce
- 1930 Such Is the Law
- 1930 O.K. Chief
- 1930 Big Business
- 1932 The First Mrs. Fraser
- 1933 The Girl from Maxim's
- 1934 Two Hearts in Waltz Time
- 1934 Temptation
- 1935 : Oh, Daddy! de Graham Cutts et Austin Melford
- 1936 You Must Get Married
- 1936 Public Nuisance No. 1
- 1936 Dreams Come True
- 1937 Who's Your Lady Friend?
- 1937 : The Girl in the Taxi
- 1940 Room for Two
- 1944 Fiddlers Three
- 1952 Tread Softly
- 1957 There's Always a Thursday